# نسج السجاد الأذربيجاني
نسج السجاد الأذربيجاني (بالأذرية: Azərbaycan xalça toxuculuğu) هو نشاط تاريخي وتقليدي عند الشعب الأذربيجاني. فالسجاد الأذربيجاني عبارة عن نسيج تقليدي مصنوع يدويًا بأحجام مختلفة، مع نسيج كثيف وسطح ذو كومة أو أقل، وأنماطه مميزة لمناطق صناعة السجاد العديدة في أذربيجان. تعتبر حياكة السجاد أذربيجان تقليد عائلي ينتقل بطريقة شفهية ومن خلال الممارسة. عام 2010 تم إضافة فن السجاد الأذربيجاني في أذربيجان إلى قائمة اليونسكو للتراث الثقافي غير المادي للبشرية.

## تاريخه

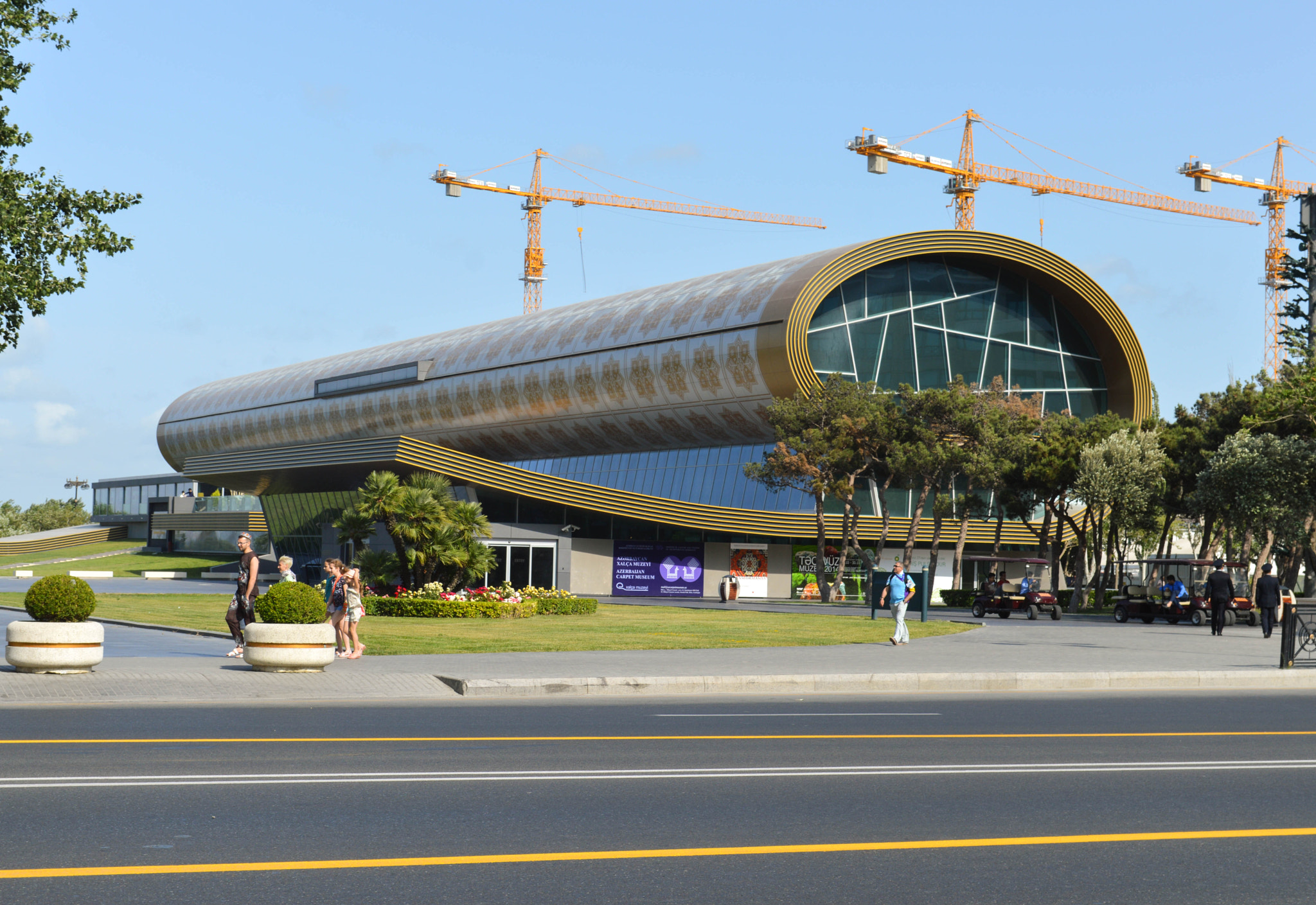
متحف السجاد الأذربيجاني

في السنوات التي أعقبت استقلال أذربيجان عن الاتحاد السوفييتي، كانت تقاليد نسج السجاد الأذربيجاني موضع اهتمام خاص من جهود الحكومة الأذربيجانية للحفاظ على تقاليد نسج السجاد ودراستها وتعزيزها وتطويرها. اعتمد الرئيس إلهام علييف قانون "حماية وتطوير فن السجاد في أذربيجان" في ديسمبر 2004، "Azerkhalcha" OJSC (بالأذرية: “Azərxalça" ASC) في مايو 2016، بدأ الاحتفال بيوم نساجي السجاد في 5 مايو، المبنى الجديد لمتحف السجاد الأذربيجاني الذي صممه المهندس المعماري النمساوي فرانز جانز على شكل سجادة ملفوفة تم وضعها موضع الاستخدام في أغسطس 2014.

## الرعاية من الحكومة
تمت الموافقة على برنامج الدولة بشأن "حماية وتطوير فن السجاد 2018-2022" في فبراير 2018 من قبل يهدف الرئيس إلهام علييف إلى توفير المواد الخام لهذه الصناعة، وتحسين البنية التحتية لنسج السجاد، ودعم إنشاء أماكن عمل جديدة وإجراء تدريب الموظفين المؤهلين في مجال نسج السجاد. و الاهتمام أيضًا بتصنيع الصوف وتصنيع خيوط الصوف والحرير ومصانع المعالجة المستخدمة للتلوين وإنتاج الأصباغ.

## معرض الصور

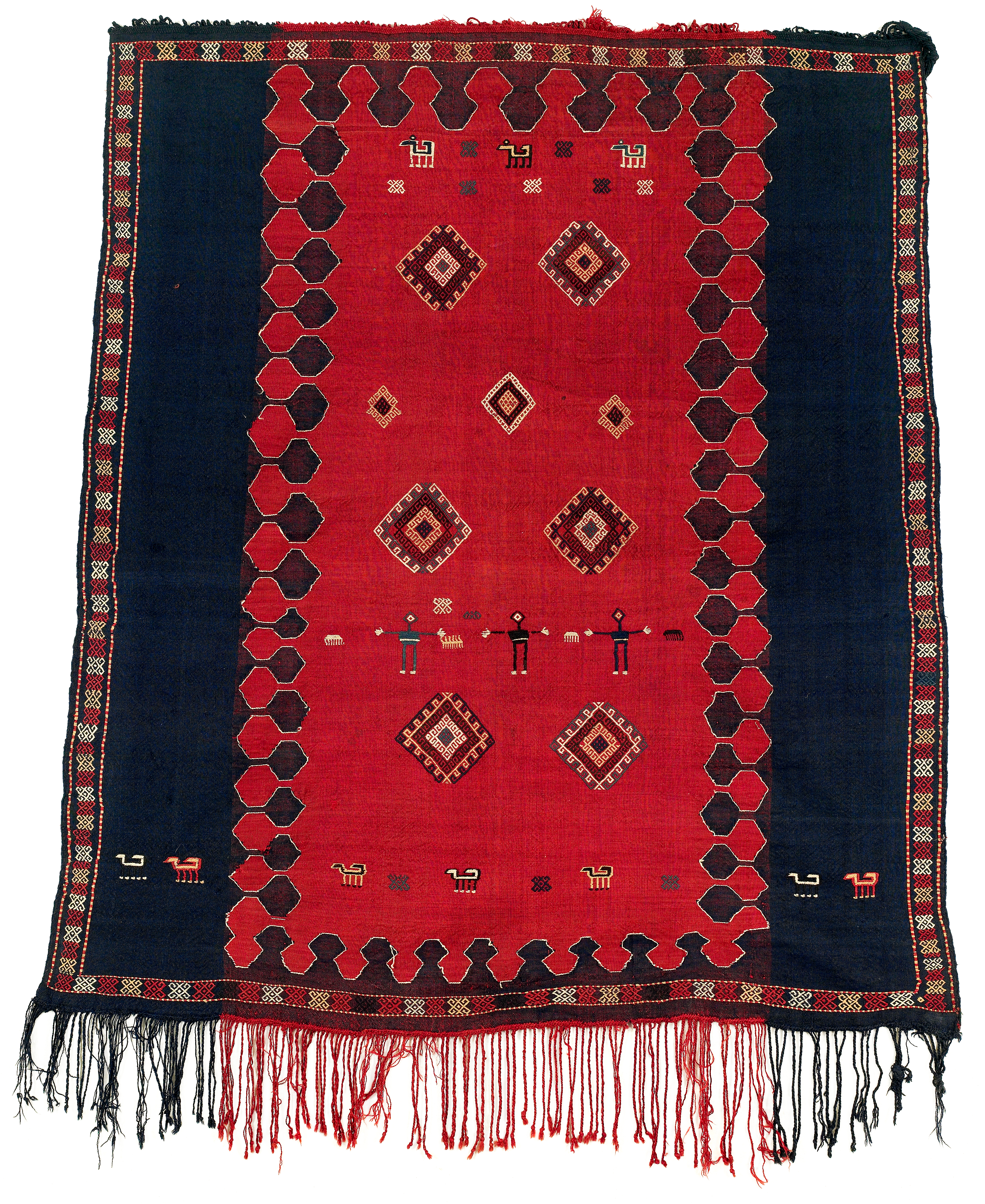
شادّة أذربيجانية من القرن التاسع عشر. معروضة في متحف النسيج (واشنطن العاصمة).  Textile Museum (Washington, D.C.)
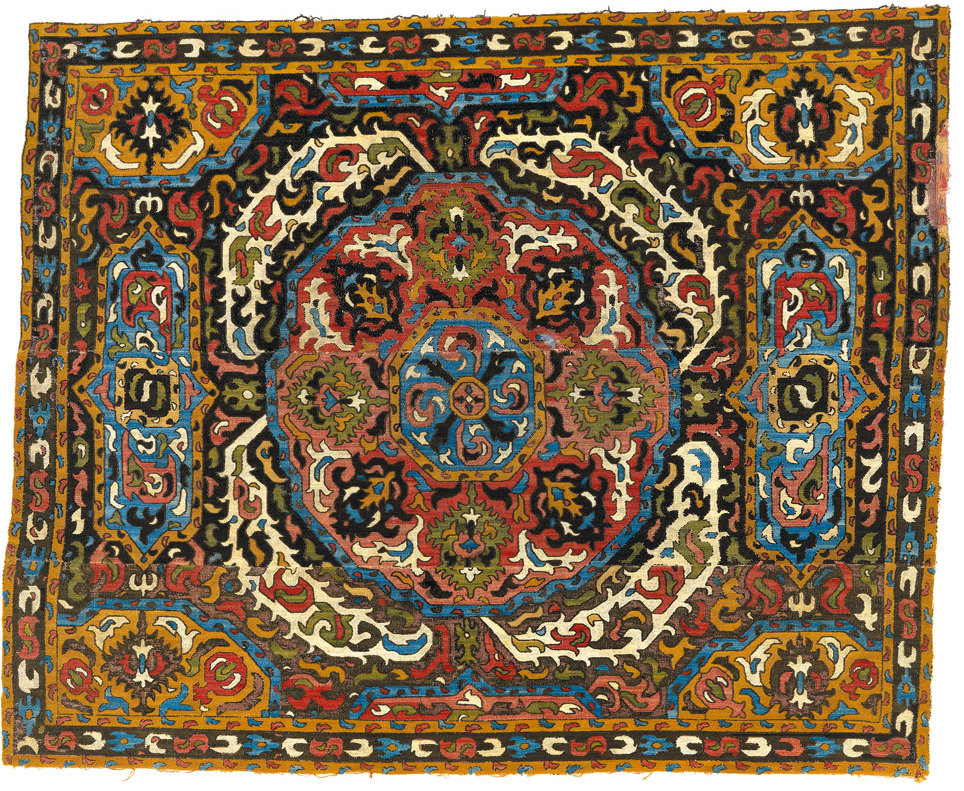
تطريز حريري، القرنان السابع عشر والثامن عشر. في مجموعات Textile Museum (Washington, D.C.)
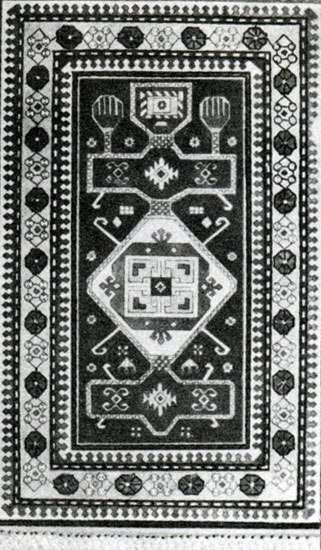
سجادة صلاة من شوشا (مدينة) القرن 19.
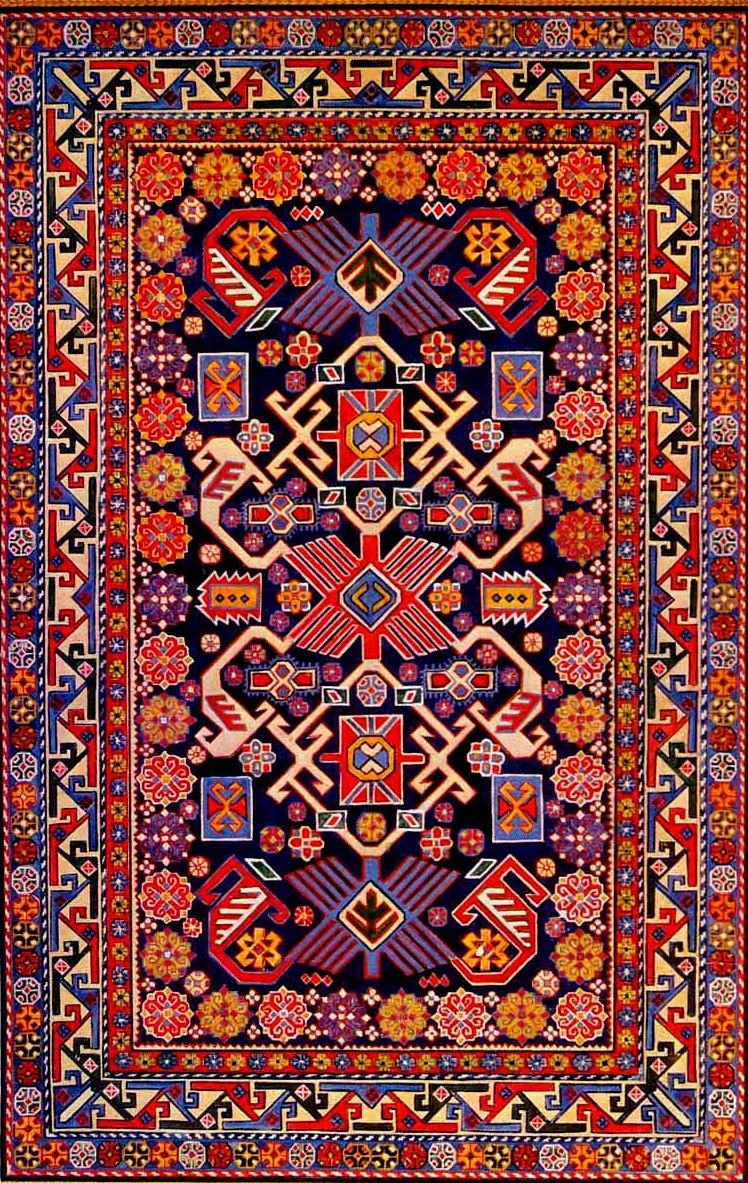
سجادة أذربيجانية من مجموعة شيروان من قرية بيجو، منتصف القرن التاسع عشر
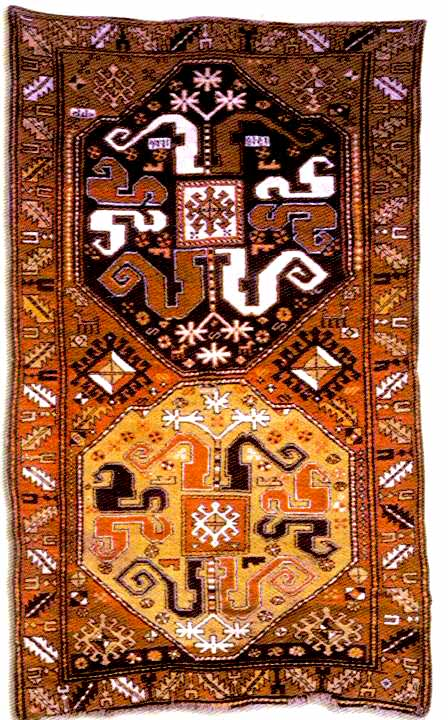
سجادة كاراباخ التابعة لمجموعة ماليبايلي الفرعية. قرية ماليبايلي، شوشا, 1813
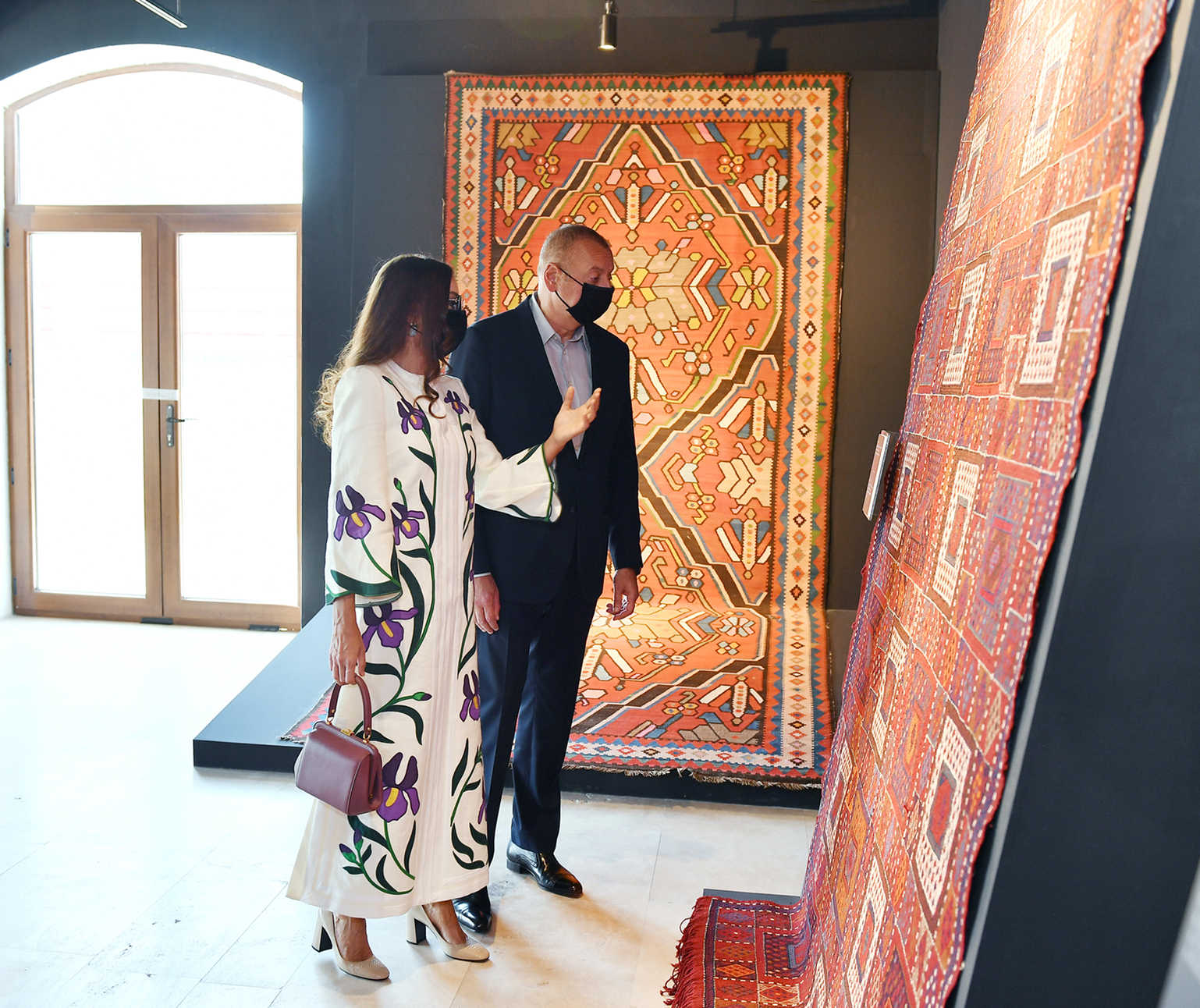
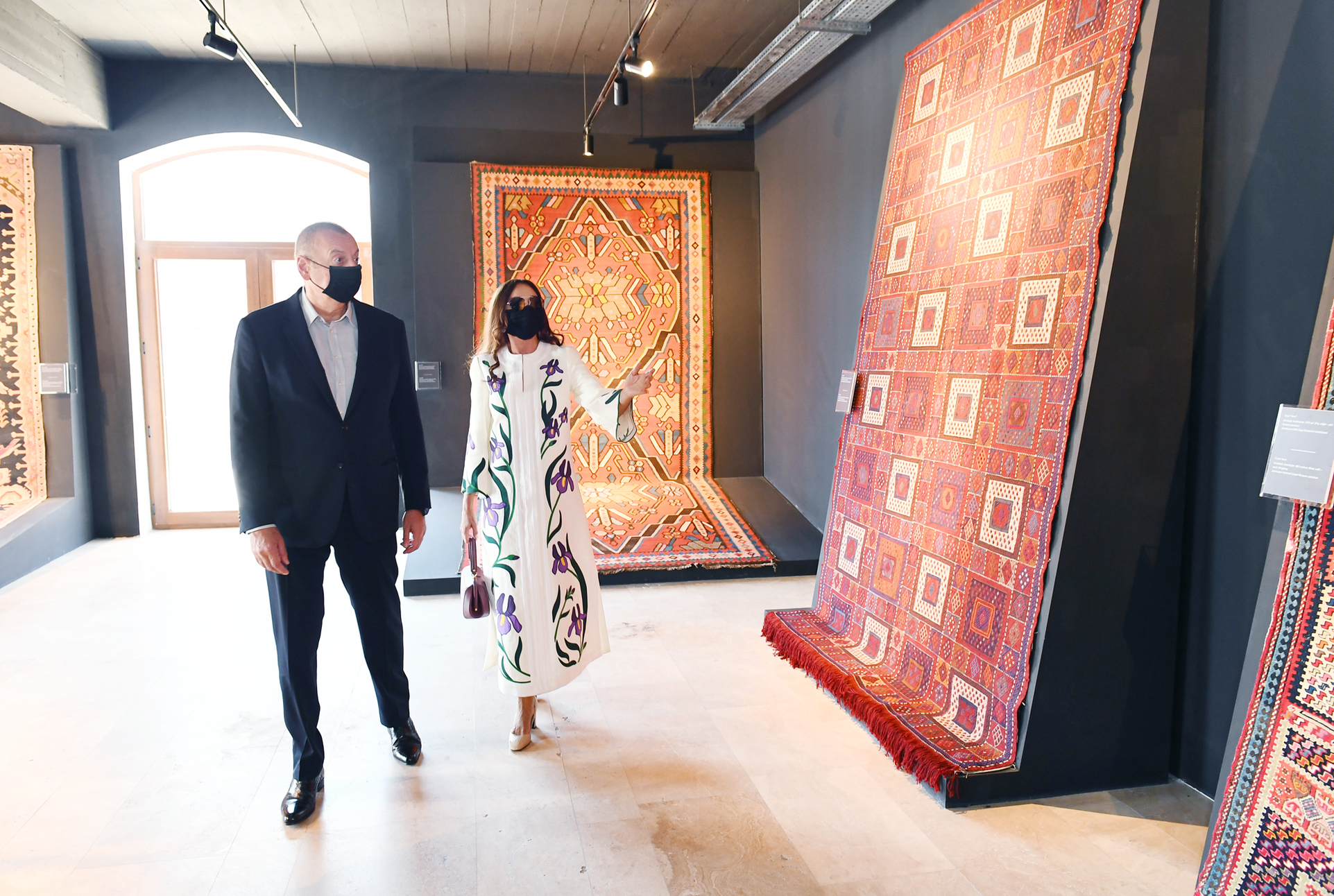
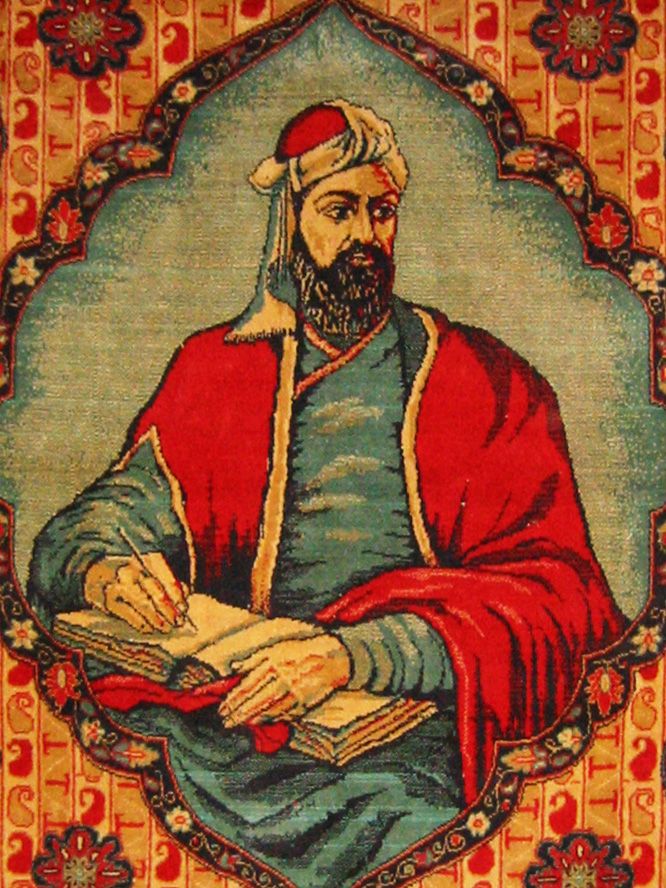
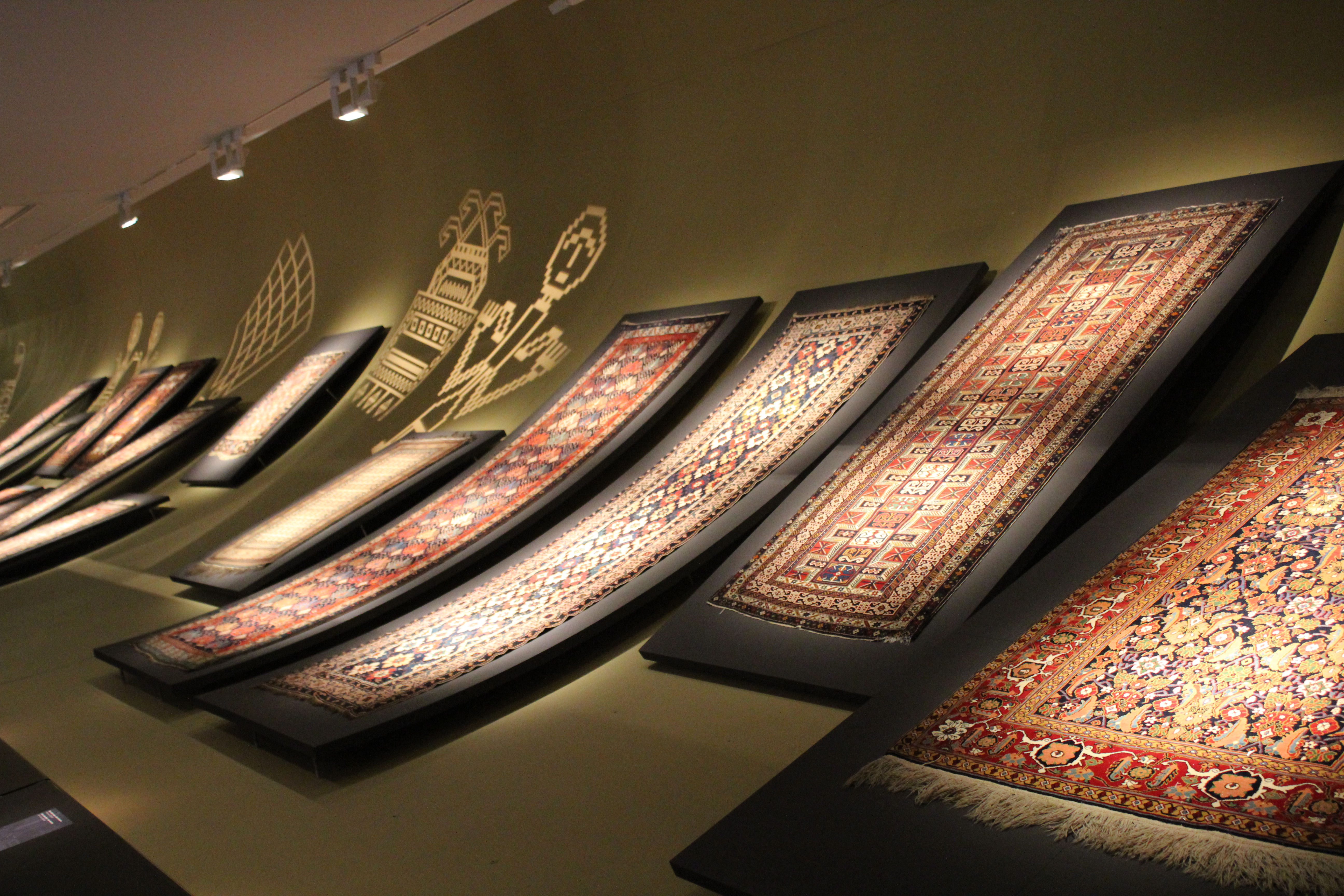
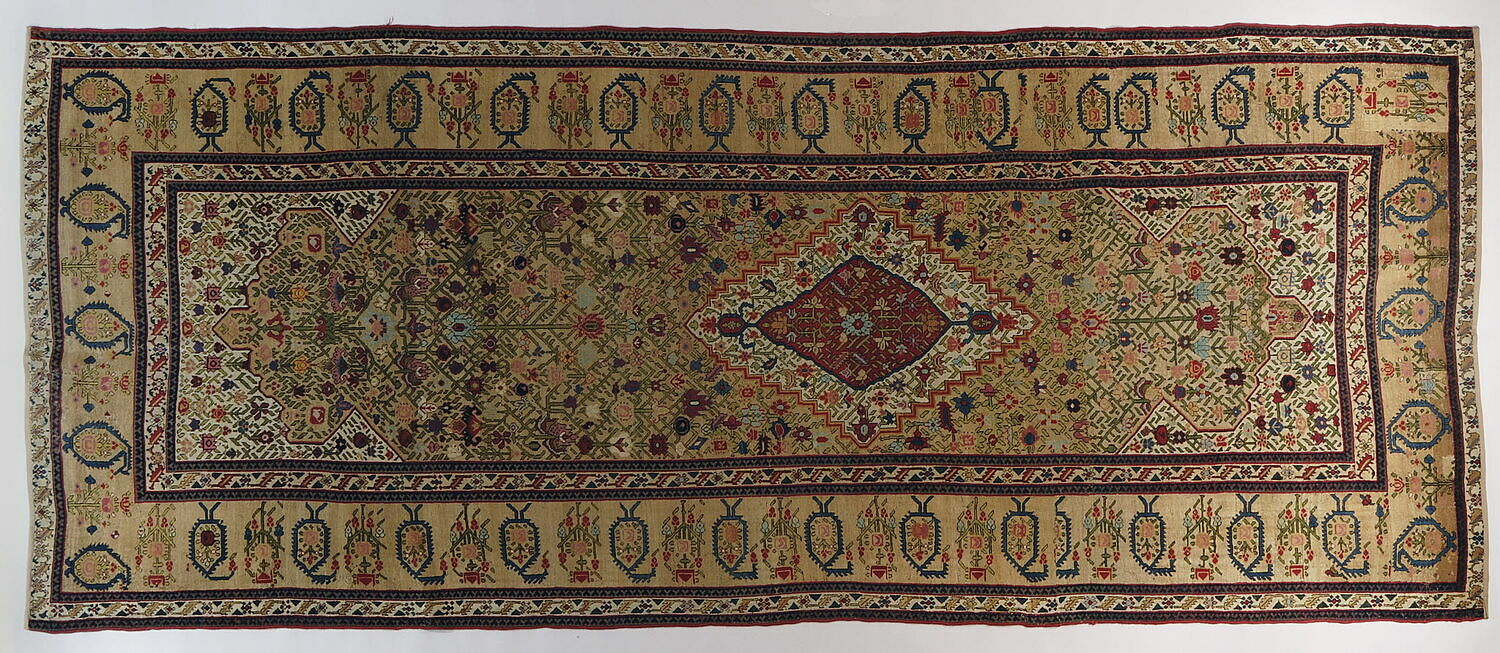
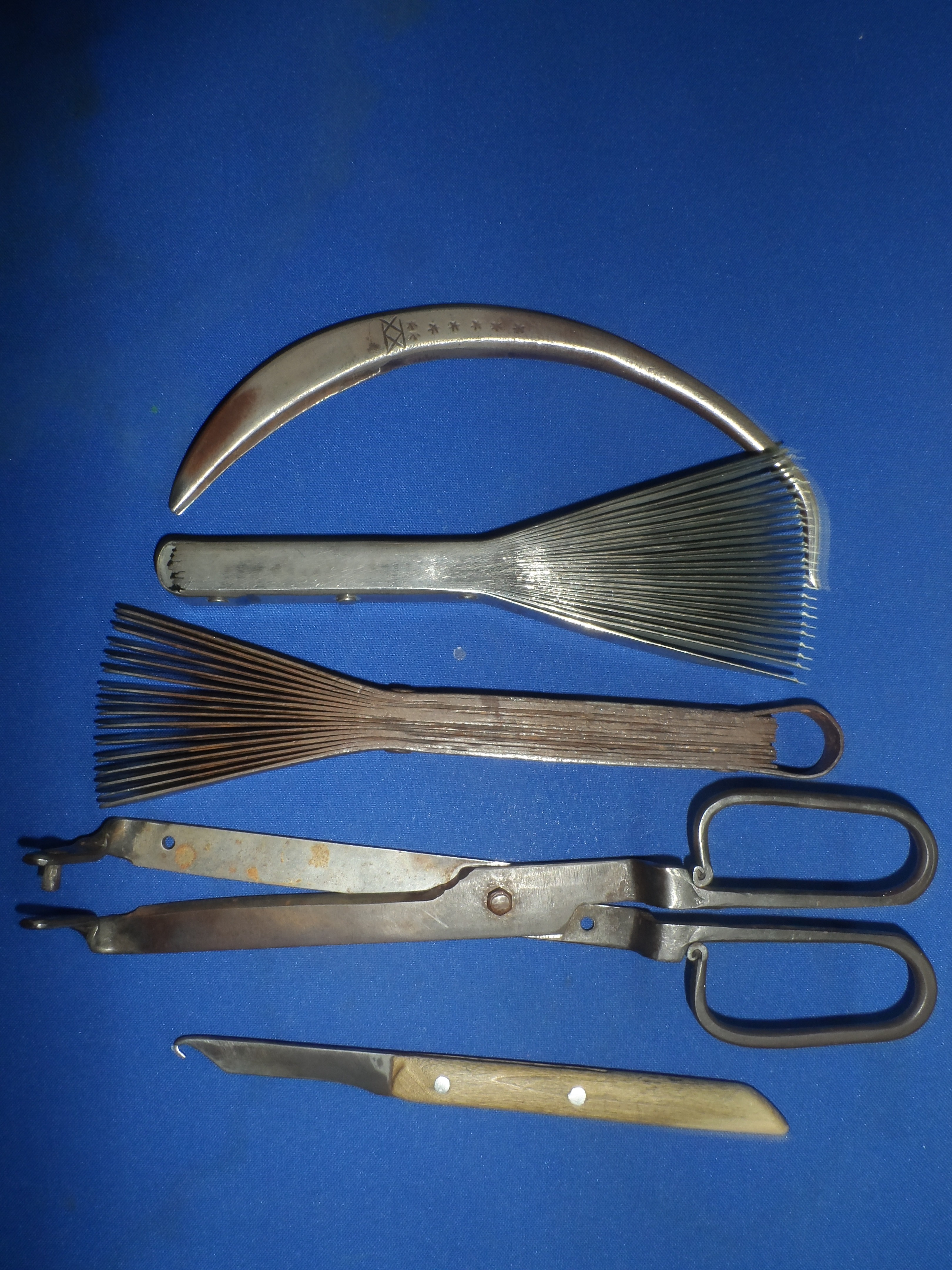
بعض الادواد لصناعة اسجاد
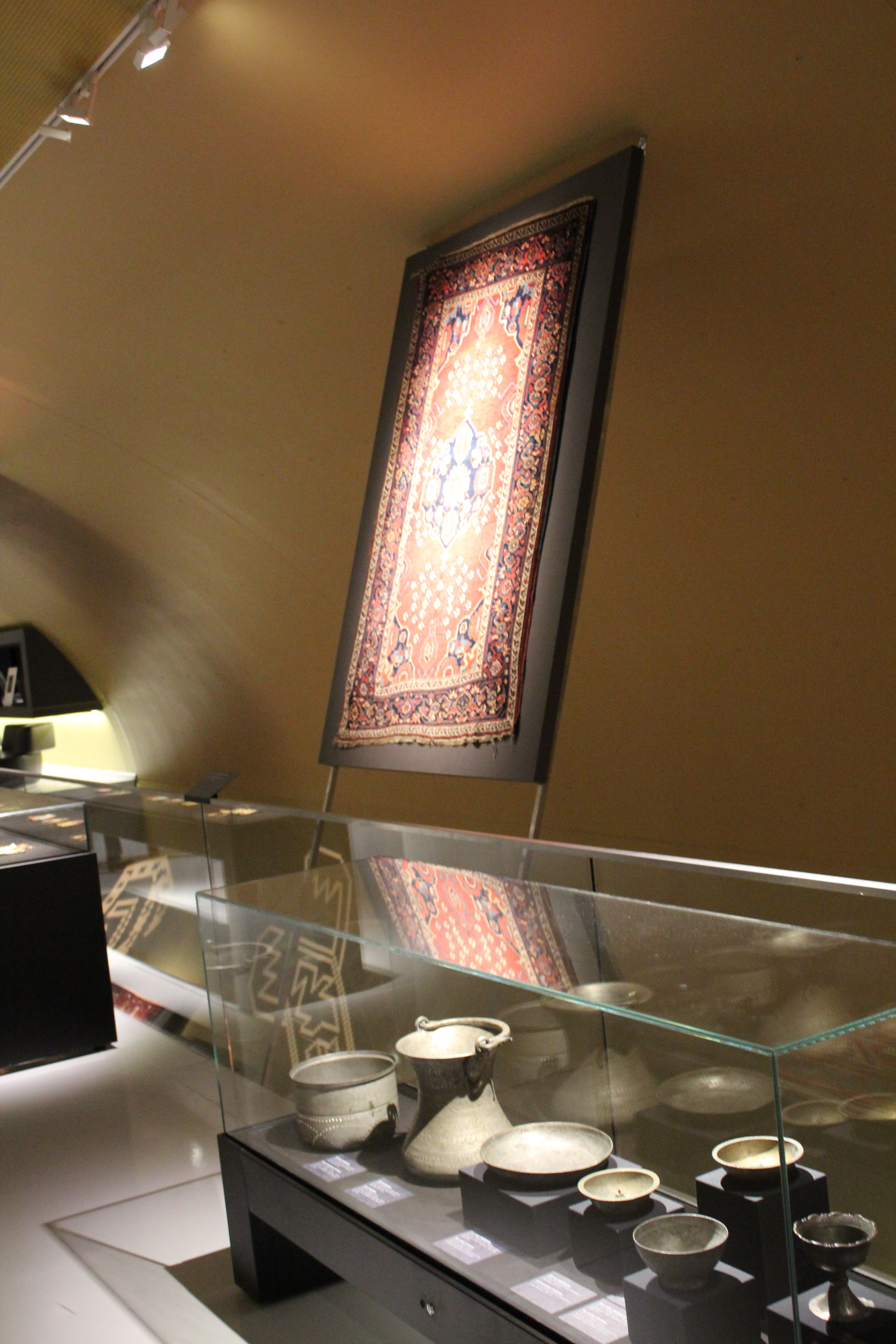
سجادة في احد المعارض
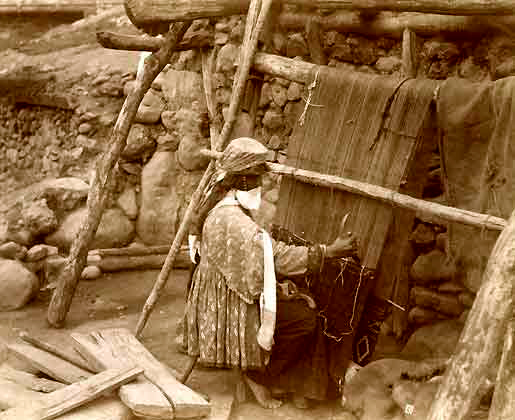
صناعة السجاد قديما
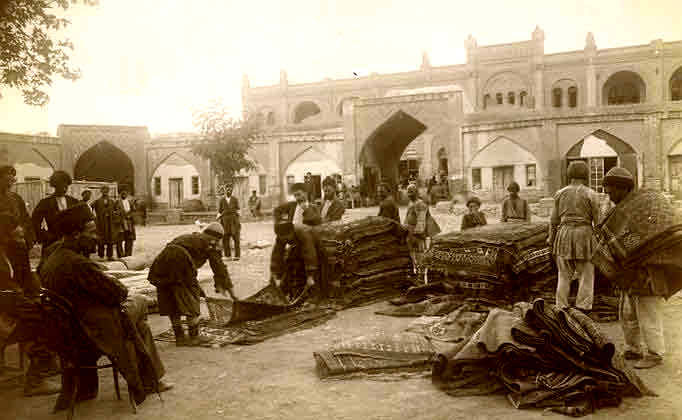
سوق بيع السجاد قديما
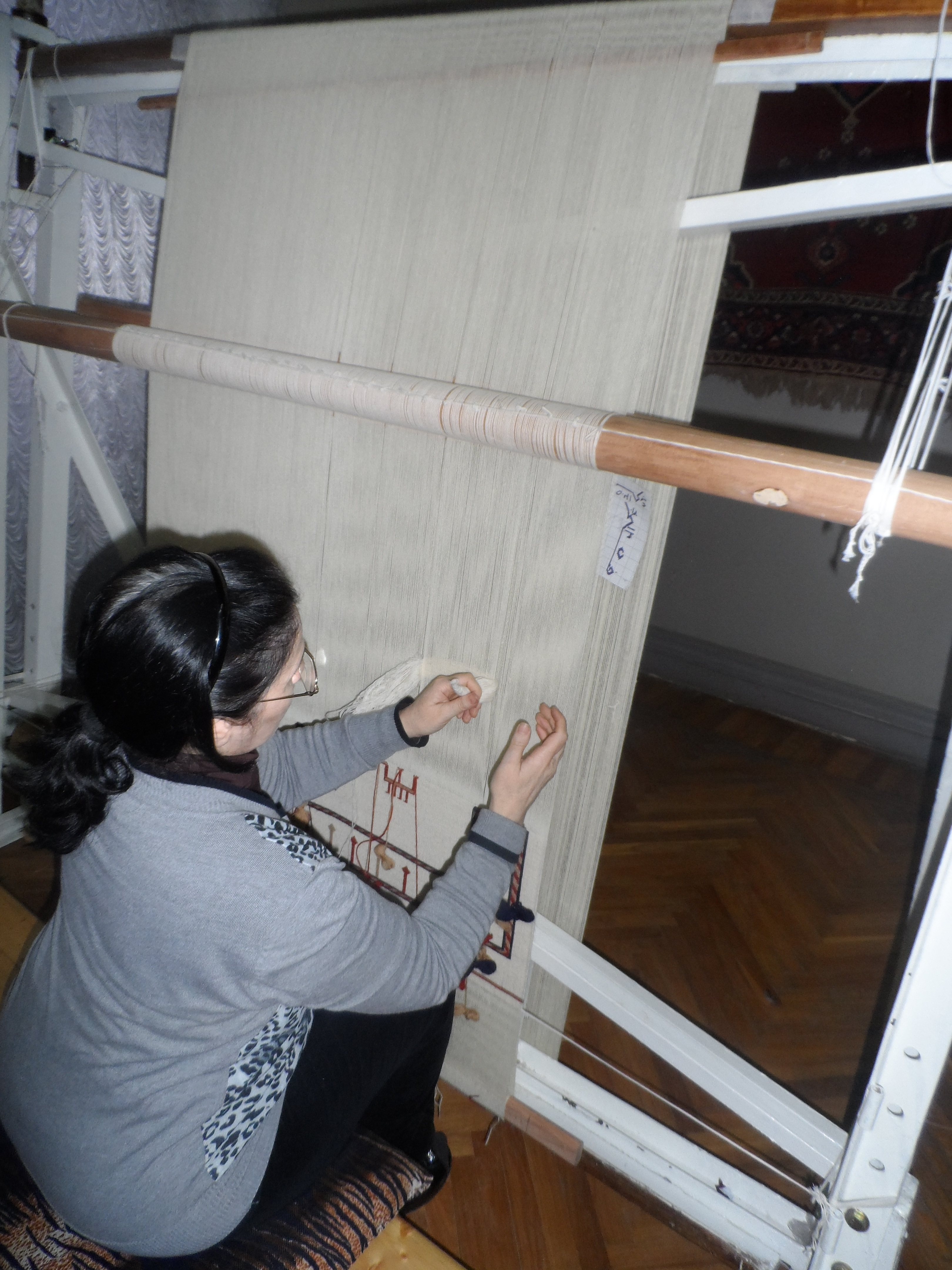
الصناعة اليدوية للسجاد
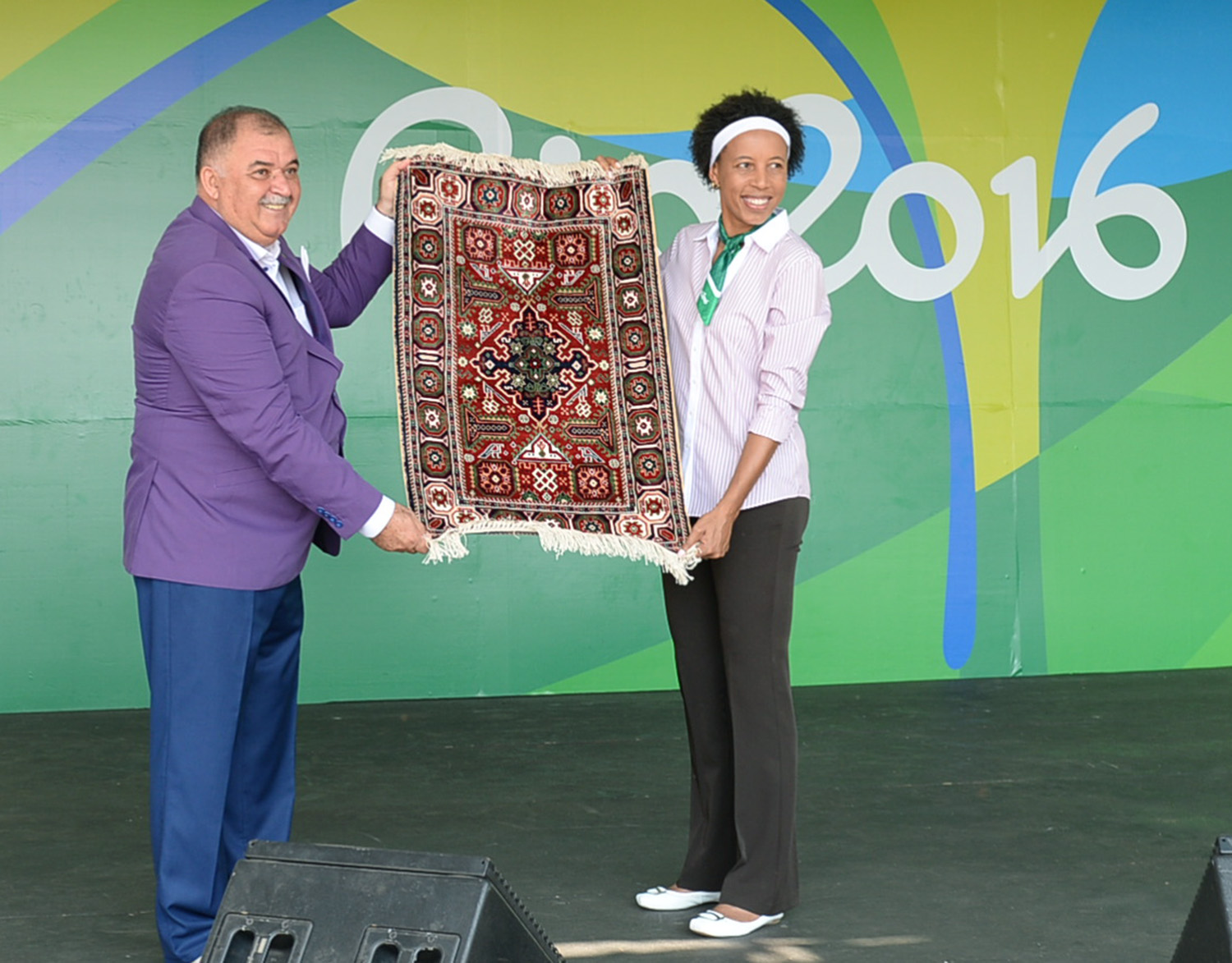
احد مسابقات صناعة السجاد

## الروابط الخارجية
- الفن التقليدي لنسج السجاد الأذربيجاني في جمهورية أذربيجان
- السجادة الأذربيجانية. فيديو